# Famille Leprince-Ringuet
La famille Leprince-Ringuet est une famille française d'ancienne bourgeoisie, originaire d'Orléans (Loiret) et établie à Paris au début du XIXe siècle.

## Historique
Elle compte plusieurs personnalités, notamment Louis Leprince-Ringuet (1901-2000), physicien et écrivain scientifique notoire du XXe siècle, et de nombreux ingénieurs.

## Liens de filiation entre les personnalités de la famille
- Paul François Martin Pierre Leprince (10 novembre 1761 à Laval -  10 juin 1820) épouse le 26 mai 1788 à Laval Jeanne Jarry (1771-1840).
  - Auguste Émile Leprince-Ringuet (25 mai 1801 à Laval - 4 mars 1886 à Paris 8e), ébéniste d'art et marchand de meubles anciens à Paris. Il épouse le 19 septembre 1835 à Valognes Marie Félicité Marcotte (1819-1892)[2].
    - Paul Émile Leprince-Ringuet (3 août 1841 à Paris 8e - 11 août 1900 à Pougues-les-Eaux) épouse le 9 décembre 1873 à Paris 8e / Gabrielle Beauvalet (1856-1909).
      - Pierre Émile Leprince-Ringuet (1874-1954), architecte. Il épouse Marie-Louise Vatry (1880-1952).
      - Germaine Leprince-Ringuet (1882-1951). Elle épouse en 1908 Laurence Jerrold (1873-1918), dont postérité.

    - Edmond Adrien Leprince-Ringuet (1845-1929) épouse en 1872 Marie Anne Michèle Paillard (1851-1938).
      - Félix Adrien Louis Leprince-Ringuet (1873-1958), ingénieur. Il épouse en 1900 Renée Marie Berthe Stourm (1876-1956), tertiaire de Saint-François, fille de René Stourm.
        - Louis Leprince-Ringuet (1901-2000), ingénieur diplômé de l'École supérieure d'électricité (promotion 1924), physicien. Il épouse le 13 avril 1926 Denise Paul-Dubois-Taine (1902-1926) puis veuf, épouse en secondes noces le 6 mai 1929 Jeanne Motte (1905-1990).
          - Dominique Leprince-Ringuet (1931-1966).
          - François Leprince-Ringuet, ingénieur diplômé de l'École nationale supérieure de chimie de Paris (promotion 1960). Il épouse Geneviève Noël.
            - Marina Leprince-Ringuet, ingénieure diplômée de l'École nationale supérieure d'électrotechnique, d'électronique, d'informatique, d'hydraulique et des télécommunications (promotion 1993).
            - Jérôme Leprince-Ringuet, ingénieur diplômé de l'École polytechnique (promotion 1992) et de l'École nationale supérieure de techniques avancées (promotion 1997).

        - Jean Marie Gabriel Leprince-Ringuet (5 avril 1904 à Arras - 26 février 1992 à Boulogne-Billancourt), polytechnique 1923, ingénieur diplômé de l'École supérieure d'électricité (promotion 1927), officier de l'ordre national de la Légion d'honneur. Il épouse le 3 janvier 1929 à Meudon Suzanne Loiret (1905-1978).
          - René Leprince-Ringuet (1930-1994), ingénieur diplômé de l'École supérieure d'électricité (promotion 1953). Il épouse Thérèse Deldique.
            - Antoine Leprince-Ringuet (1953), ingénieur diplômé de l'École nationale supérieure des télécommunications (promotion 1976). Il épouse Anne Le Coutour.
              - Grégoire Leprince-Ringuet (1987), acteur et réalisateur de cinéma.

          - Hervé Leprince-Ringuet (1933-2016), ingénieur diplômé de l'École de l'Air (promotion 1952), lieutenant de l'armée de l'Air, pilote d'essais. Il épouse Suzanne Bernard de Raymond.
            - Didier Leprince-Ringuet (1962) épouse Emmanuelle Pichot-Duclos.
              - Marthe Leprince-Ringuet ingénieure diplômée de l'École nationale supérieure des mines de Paris (promotion 1975).

            - Jean-François Leprince-Ringuet, ingénieur diplômé de l'École nationale supérieure des mines de Paris (promotion 1975). Il épouse Anne de Beauvoir.
              - Mathieu Leprince-Ringuet, ingénieur diplômé de l'Institut supérieur d'électronique de Paris (promotion 2006).
              - Foucauld Leprince-Ringuet, ingénieur diplômé de l'École nationale supérieure des mines de Nancy (promotion 2007).

            - Eric Leprince-Ringuet, ingénieur diplômé de l'École nationale supérieure des mines de Nancy (promotion 1979).
            - Bruno Leprince-Ringuet, ingénieur diplômé de l'École centrale Paris (promotion 1982).
            - Didier Leprince-Ringuet, ingénieur diplômé de l'École nationale supérieure des télécommunications (promotion 1984).

          - Laurent Leprince-Ringuet, ingénieur diplômé de l'Institut supérieur d'électronique de Paris (promotion 1969). Il épouse Agnès Hubert.
            - Stéphane Leprince-Ringuet, ingénieur diplômé de l'École supérieure d'informatique électronique automatique (promotion 1997).

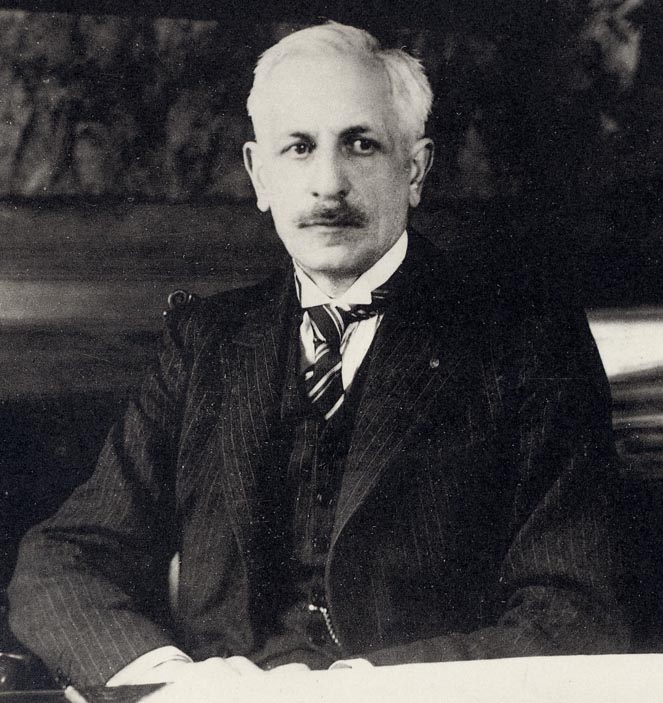
Félix Leprince-Ringuet (1873-1958).
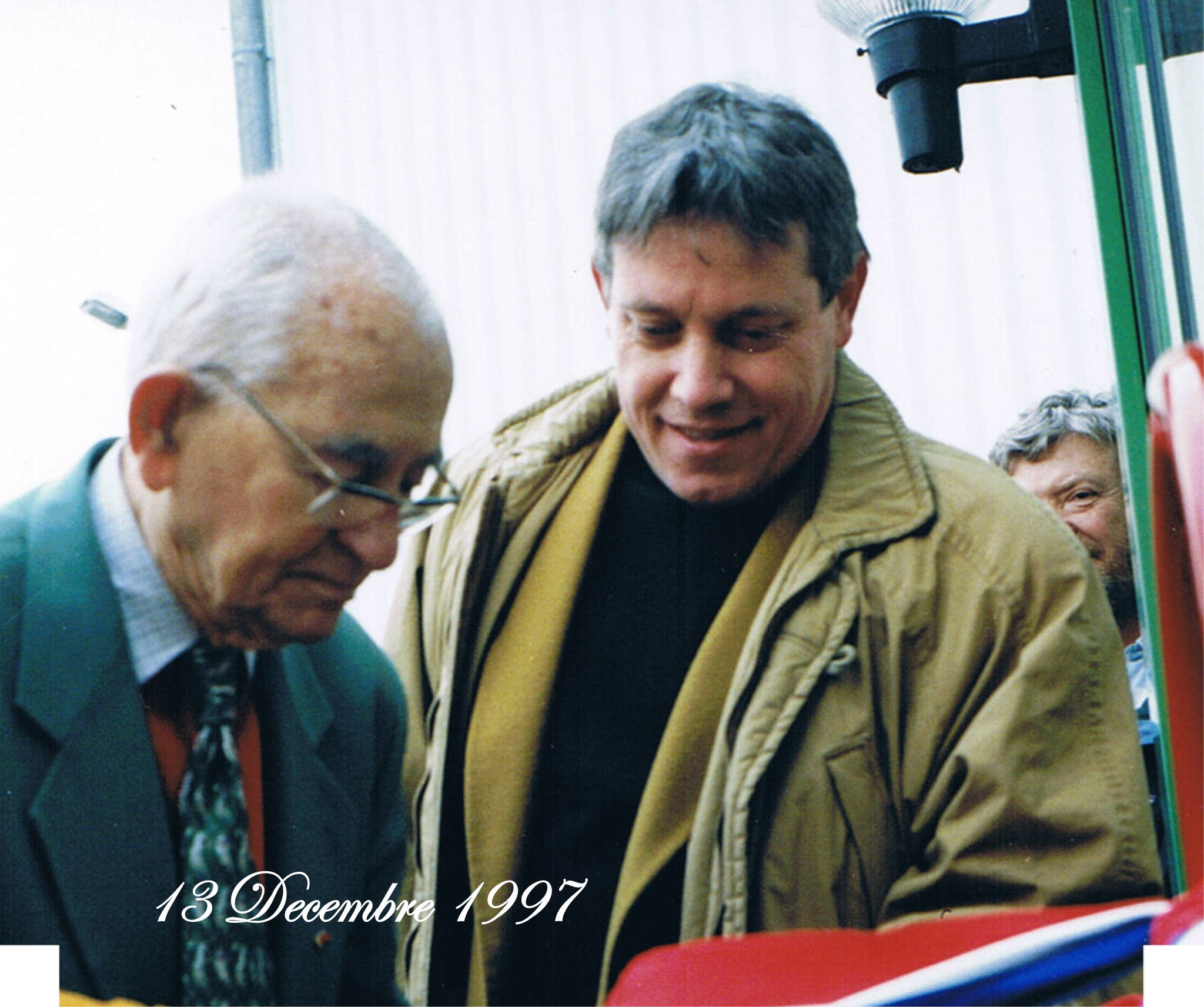
Louis Leprince-Ringuet (1901-2000).
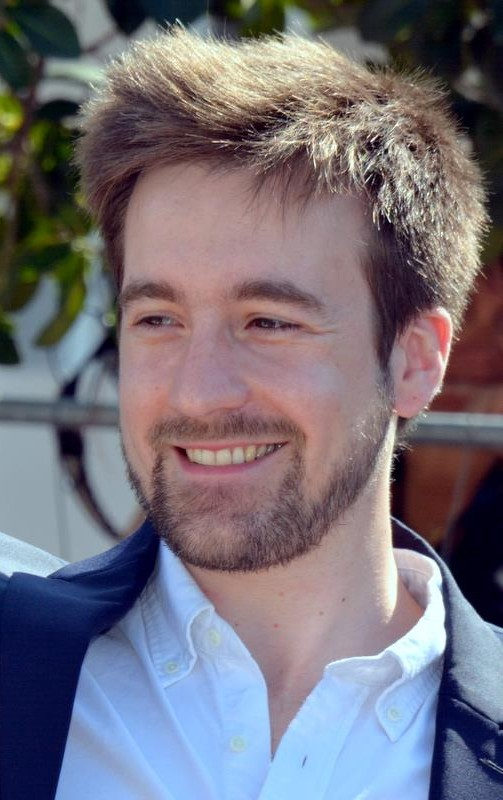
Grégoire Leprince-Ringuet (né en 1987).

## Pour approfondir